# Pervomajskaja (1954)
Pervomajskaja (in russo: Первомайская) fu una stazione temporanea della metropolitana di Mosca, situata sulla linea Arbatsko-Pokrovskaja, in servizio dal 1954 al 1961. Fu chiusa dopo essere stata sostituita da una stazione permanente, Izmajlovsky Park, oggi Izmajlovskaja.
Pervomajskaja era situata nel deposito Izmajlovo, che fu costruito nel 1950. Per necessità, il deposito era stato costruito ad est di Izmajlovskaja (oggi Partizanskaja), dato che questo era l'unico punto al livello del suolo della linea. Tuttavia, data la densità abitativa dell'area residenziale e il parco naturale circondante Partizanskaja, il deposito dovette essere costruito a una distanza significativa dalla stazione, circa a 1,5 km dal quartiere residenziale Izmajlovo. Per questa ragione, si decise di istituire una stazione temporanea all'interno del deposito finché non fosse stata portata a termine una stazione permanente, prevista per gli anni sessanta.
La nuova stazione aprì il 24 settembre 1954, divenendo la prima stazione della metropolitana di Mosca al livello del suolo. Fu anche, fino ad allora, l'unica stazione con tetto in legno. Il 21 ottobre 1961 aprì Izmajlovskaja, a mezzo chilometro ad est di Pervomajskaja, pertanto fu chiusa la stazione temporanea.
La stazione è in condizioni ancora relativamente buone, con le mura piastrellate e gli elementi decorativi intatti. Si è a lungo discusso di un eventuale ammodernamento di Pervomajskaja per farla divenire un museo del materiale rotabile della metropolitana, dato che diversi esempi sono preservati nel deposito stesso. Tuttavia, le infrastrutture di riparazione del deposito sono ancora in servizio, pertanto i progetti per il museo dovranno attendere il completamento di un nuovo deposito a ovest della linea, che non sarà effettuato prima del 2015.
Il vecchio ingresso di Pervomajskaja è situato presso l'incrocio di via Pervomajskaja con via Parkovaja. L'edificio è in buone condizioni ed è utilizzato per le cerimonie ufficiali dagli operai del deposito e dalle loro famiglie. Fino a poco tempo fa, il nome della stazione era ancora visibile sul fronte dell'edificio.
Questa stazione non deve essere confusa con la più recente stazione Pervomajskaja della stessa linea, situata più a est e aperta nel 1961.